# 韓國鐵道公社391000系電力動車組
韓國鐵道公社391000系電力動車組（韓語：한국철도공사 391000호대 전동차／韓國鐵道公社 391000號帶 電動車）是韓國鐵道公社的通勤型电力动车组，在西海線營運。

## 列車使用技術

### 第1代
它根據先前推出的371000和381000系列車設計，使用西門子的ATP / ATO系统，在總控制室中採用了RF-CBTC，它是由機組驅動的，具有集中遠程控制的機組，並使用東芝技術的IGBT-VVVF（技術轉讓至宇進產電生產）。

## 列車當前配屬
- 始興車輛基地：39101~39117

## 運行區間
- ●首都圈電鐵西海線：素砂  - 元時